# Functus est munere suo
Functus est munere suo (alla lettera che ha adempiuto al suo compito oppure che ha avuto la sua ricompensa) è una espressione latina che si applica al giudice che, avendo emesso una sentenza definitiva, si spoglia della causa. Ha assunto il valore di brocardo, menzionato da Ferruccio Tommaseo e di uso diffuso, tutte le volte in cui ci sia un registro letterario aulico anche al di fuori delle aule giudiziarie, come ad esempio in parlamento. 